# 3725 Вальсеккі
3725 Вальсеккі (3725 Valsecchi) — астероїд головного поясу, відкритий 1 березня 1981 року.
Тіссеранів параметр щодо Юпітера — 3,318.